# Homecoming (film, 2019)
Pour les articles homonymes, voir Homecoming.
Série
Renaissance: A Film by Beyoncé
(2023)
Pour plus de détails, voir Fiche technique et Distribution.
Homecoming (stylisé HΘMΣCΘMING et sous-titré A Film by Beyoncé) est un film documentaire américain réalisé par Beyoncé et Ed Burke, sorti en 2019 sur Netflix. Il revient sur la performance de la chanteuse américaine Beyoncé enregistrée un an plus tôt au Empire Polo Club à Indio, pour le Coachella Festival. Un album du concert, Homecoming: The Live Album, sort également en même temps.

## Synopsis
Les 14 et 21 avril 2018, Beyoncé est sur la scène du Coachella Festival pour un concert (surnommé Beychella). Le film montre par ailleurs les coulisses et les répétitions du spectacle ainsi que certains détails de la vie de la chanteuse, comme sa seconde grossesse et son « retour aux affaires » après son accouchement.

## Fiche technique
Sauf indication contraire, les informations mentionnées dans cette section peuvent être confirmées par la base de données cinématographiques IMDb,  présente dans la section « Liens externes ».
- Titre original : Homecoming
- Réalisation : Beyoncé et Ed Burke
- Scénario : Beyoncé
- Chorégraphie : JaQuel Knight
- Photographie : Mark Ritchie
- Montage : Alexander Hammer et Andrew Morrow
- Production : Beyoncé
- Société de production : Parkwood Entertainment
- Société de distribution : Netflix
- Budget : n/a
- Pays d'origine :  États-Unis
- Langue originale : anglais
- Format : couleur et noir et blanc - 1.78:1
- Genre : Film de concert
- Durée : 137 minutes
- Date de sortie[1] :
  - Monde : 17 avril 2019 (sur Netflix)

## Distribution
- Beyoncé
- Blue Ivy Carter (images d'archive)
- Jay-Z
- Tina Lawson (images d'archive)
- Kelly Rowland
- Solange
- Les Twins
- Michelle Williams
- Pharrell Williams (images d'archive)

## Sortie

### Promotion
Le 3 avril 2019, il est révélé que Beyoncé travaille sur de nouveaux projets musicaux ainsi que sur un projet avec Netflix revenant sur la performance à Coachella en 2018 avec des archives additionnelles. Trois jours 2019, Netflix officialise le projet en postant sur les réseaux sociaux une image jaune avec uniquement le mot Homecoming, suivi d'une date de sortie. La bande-annonce du film est publiée le 8 avril 2019. Elle est vue 16,6 millions de fois, à travers les réseaux sociaux de Netflix social media et la page Facebook de Beyoncé Facebook, en 24 heures. L'album live Homecoming: The Live Album est également annoncé sans aucune promotion.

### Accueil critique
Homecoming est acclamé par la critique américaine. Sur l'agrégateur américain Rotten Tomatoes, il obtient 97% d'opinions favorables 33 critiques et une note moyenne de 1⁄9,2/10. Sur Metacritic, il obtient une note moyenne de 92⁄100 pour 12 critiques.
Plusieurs sites ou magazines décrivent Homecoming comme l'un des meilleurs films de concert de tous les temps, notamment RogerEbert.com, The Washington Post, The Hollywood Reporter, Deadline, The Guardian ouChicago Sun-Times.
Spencer Kornhaber de The Atlantic le décrit comme « l'un des chefs-d’œuvre de Beyoncé » et apprécie le mélange d'images grandiose du spectacle avec des images des coulisses plus intimes et moins belle. David Ehrlich du site Indiewire décrit le documentaire et le concert comme l'un des évènements de la pop culture du siècle.
Dans Metro, Tobi Oredein écrit que Homecoming « nous rappelle que Beyoncé est n'est pas juste la meilleure artiste [entertainer] de tous les temps, mais également la plus excitante visuellement dans le divertissement de tous les temps ». Andrea Valdez et Angela Watercutter de Wired décrivent le show comme la meilleure performance de l'une des meilleures artistes encore vivantes.
Barrett Holmes de la BBC décrit le film comme « bien plus qu'un film sur la première femme noire en tête d'affiche du festival Coachella music festival. [...] Homecoming affiche la beauté de la culture noire et donne aux gens la possibilité de célébrer la nécessité d'une éducation noire ». Judy Berman du Time explique que le film « recontextualise le concert » qu'elle décrit comme « l’évènement musical le plus influent en Amérique du Nord pour la culture noire ».

## Commentaires
Le film débute par une citation de Toni Morrison prononcée en 1953 : « Si on laisse le vent nous emporter, alors on peut voler » (« If you surrender to the air, you can ride it »). Une citation de W. E. B. Du Bois de 1888 est également présente plus loin dans le film : « L'éducation ne doit pas simplement enseigner le travail, elle doit enseigner la vie » (« Education must not simply teach work, it must teach life »). On retrouve également des citations d'Alice Walker et Marian Wright Edelman. On peut également entendre dans le film des archives sonores de Nina Simone.